# Pasteur (cratère martien)
Pour les articles homonymes, voir Pasteur.

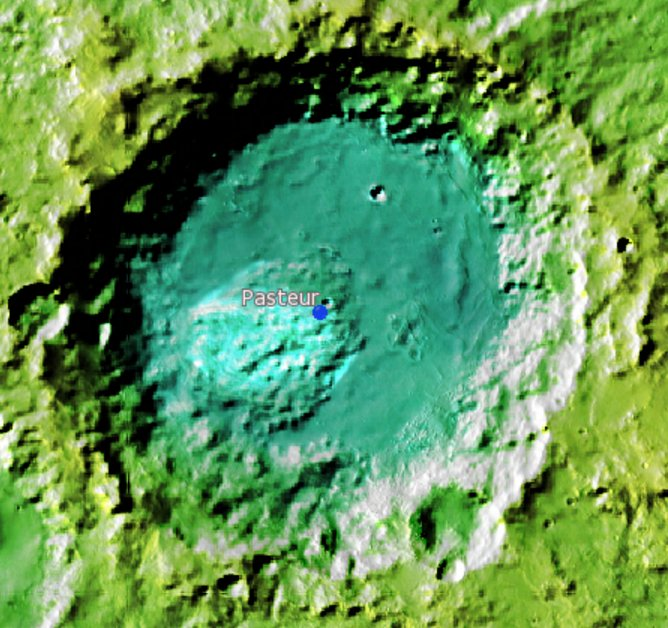
Le cratère Pasteur en 2010.

Pasteur est un cratère d'impact de 113 km de diamètre situé sur Mars dans le quadrangle d'Arabia par 19,2º N et 24,5º E. Il a été nommé en référence au chimiste et physicien français Louis Pasteur (1822-1895).
Les reliefs de ce cratère sont encore bien marqués, avec un dénivelé de l'ordre de 3 000 m. Quelques petits chenaux d'écoulement sont visibles dans sa partie sud sud-ouest, tandis qu'une accumulation de matériaux dans le quart sud-ouest de la dépression centrale est nettement visible sur les photographies par son albédo négatif par rapport à la surface environnante — et donc par son émission infrarouge supérieure à la moyenne locale.

## Galerie

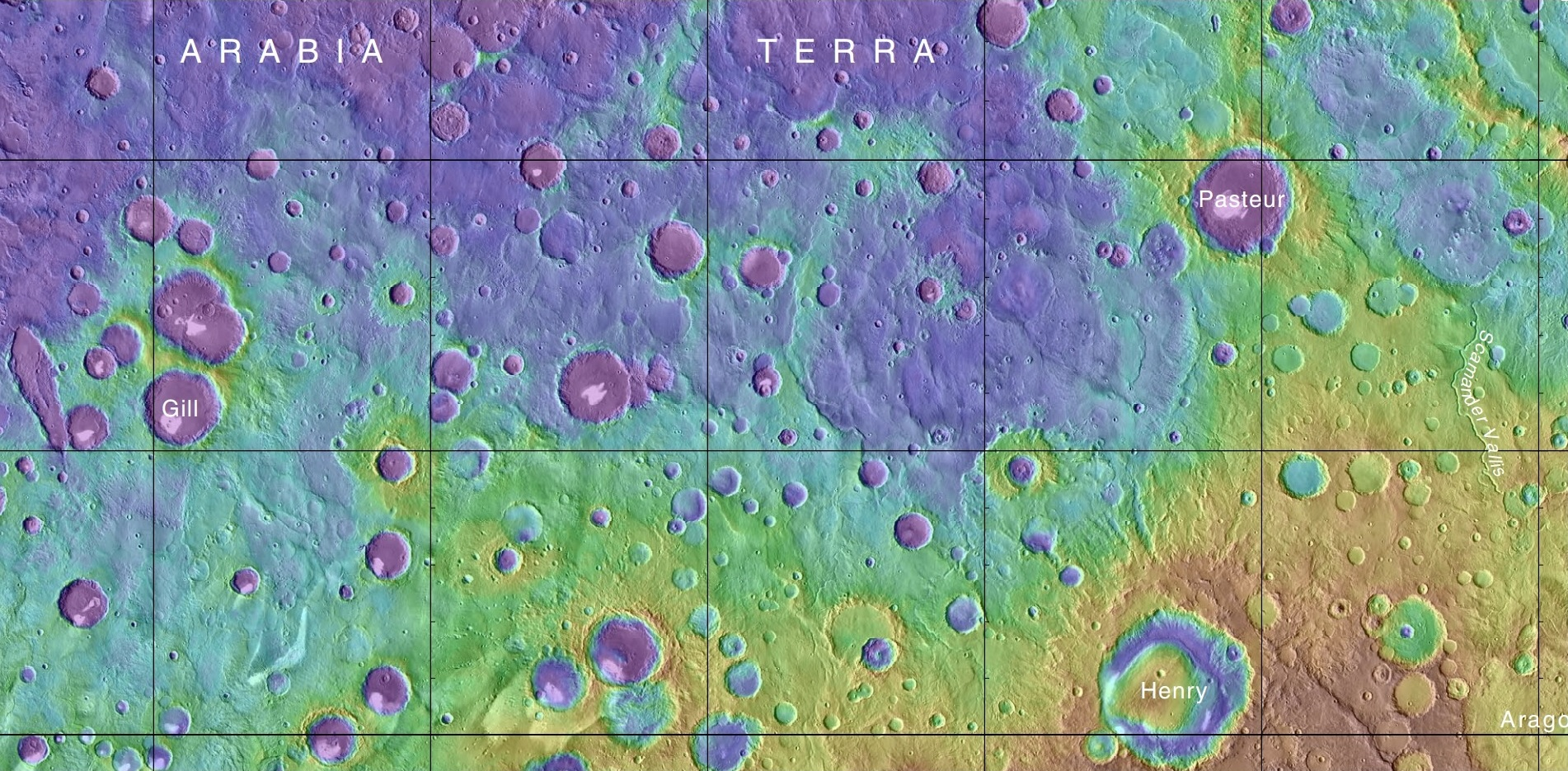
Carte MOLA, montrant le cratère Pasteur et d’autres cratères à proximité. Les couleurs indiquent les élévations.
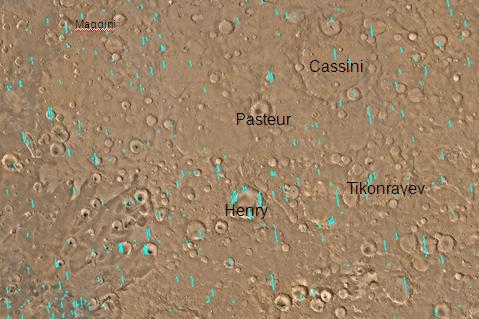
Carte du quadrilatère de l'Arabie avec ses principaux cratères.
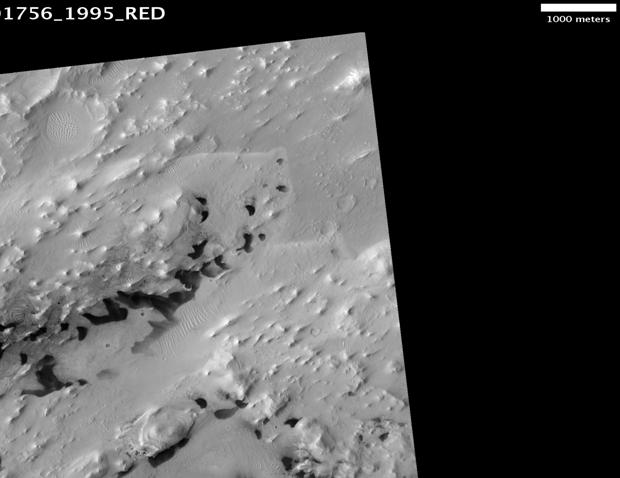
Le plancher du cratère Pasteur, vu par HiRISE.